# Anampses caeruleopunctatus
Anampses caeruleopunctatus är en fiskart som beskrevs av Eduard Rüppell 1829. Anampses caeruleopunctatus ingår i släktet Anampses och familjen läppfiskar. IUCN kategoriserar arten globalt som livskraftig. Inga underarter finns listade i Catalogue of Life.

## Bildgalleri

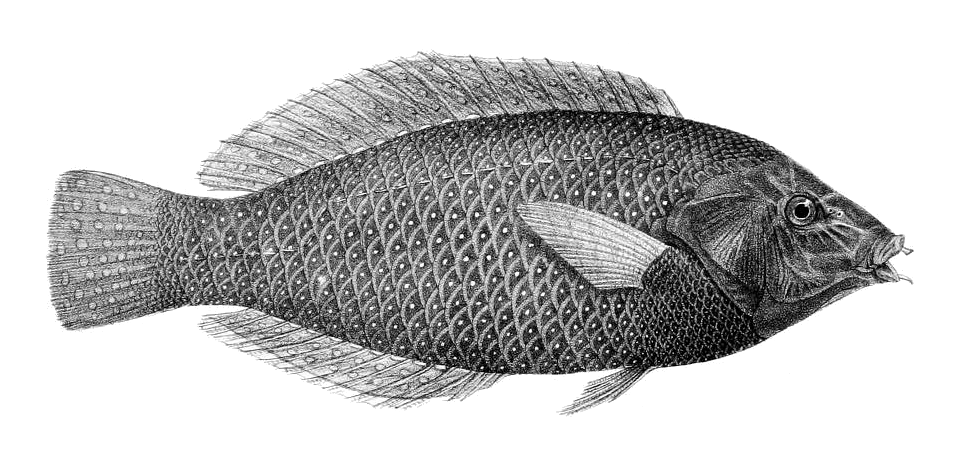
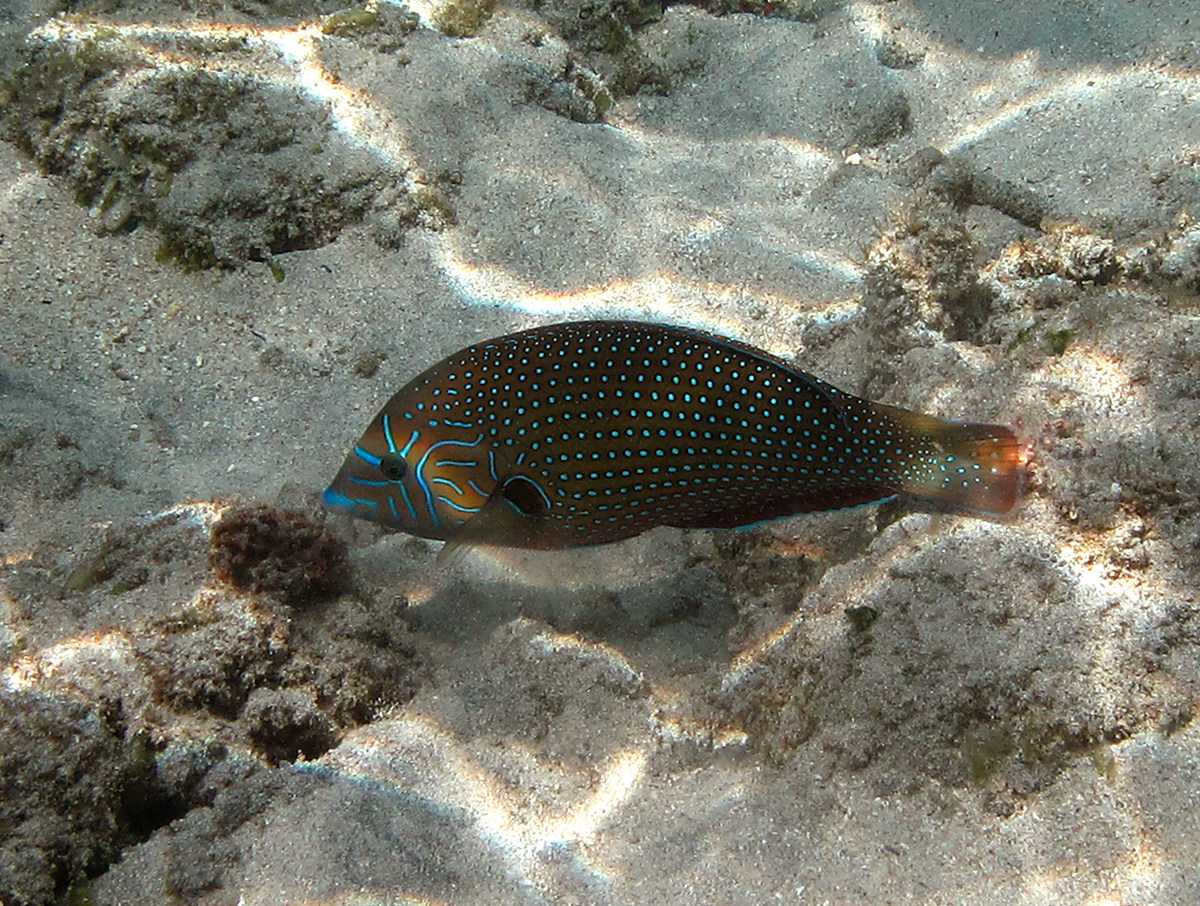
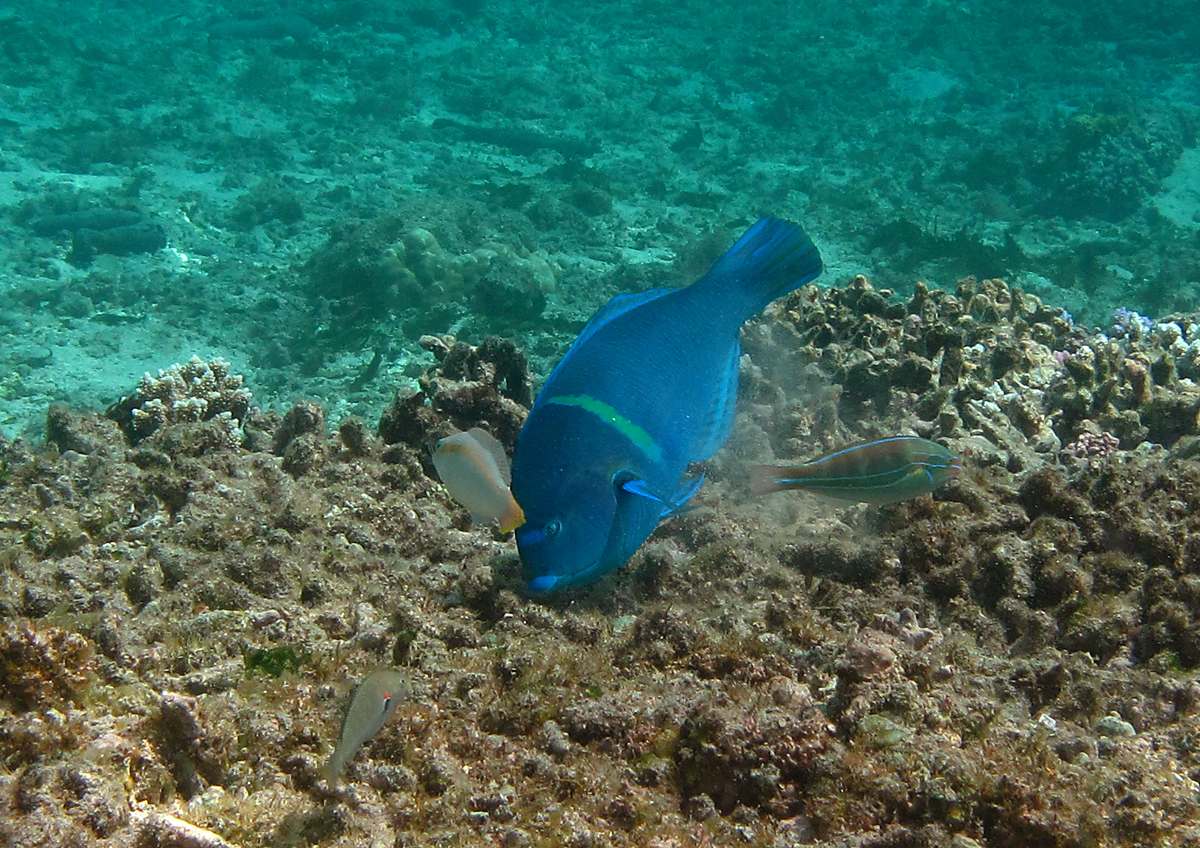